# Querlage
Querlage (englisch transversal lie) ist eine selten vorkommende geburtshilfliche Lageanomalie des Kindes im Mutterleib. Dabei bildet die Körperhauptachse des Kindes einen rechten Winkel mit der der Mutter bzw. der sogenannten „Führungslinie“ des Geburtskanals, womit eine natürliche Geburt ausgeschlossen ist und es sich damit um eine „geburtsunmögliche Lage“ handelt, die einen Kaiserschnitt (Sectio caesarea) erfordert.
Von einer Schräglage (englisch oblique lie) wird gesprochen, wenn die Körperhauptachsen des Kindes und der Mutter einen spitzen Winkel bilden. Für sich alleine ist diese Lageeinstellung „instabil“ und wird unter dem Einfluss der Wehentätigkeit in eine Längs- oder Querlage geändert. Die Diagnose einer Schräglage ist daher zunächst nur als Warnhinweis zu sehen, zumal es in einer Studie bei 83 Prozent der Fälle zu einer Spontanwendung in eine Längslage (52 Prozent Schädellage, 31 Prozent Beckenendlage) kam.
In der ICD-10 wird die „Betreuung der Mutter bei Quer- und Schräglage“ mit O32.2 kodiert. Mit eingeschlossen sind hier Zustände als Grund für eine „Beobachtung, stationäre Behandlung oder sonstige geburtshilfliche Betreuung der Mutter oder für Schnittentbindung vor Wehenbeginn“.

## Häufigkeit
Die Diagnose einer Querlage wird in 0,3–0,6 Prozent  der Geburten gestellt. Allerdings steigt die Inzidenz mit zunehmender Zahl vorangegangener Geburten (Parität) an, sodass eine Querlage bei Frauen, die schon öfter als vier Mal geboren haben, zehn Mal häufiger vorliegt. Diagnostiziert werden kann eine Querlage durch den äußeren Befund (Leopold-Handgriffe) oder per Ultraschall.
Ebenfalls deutlich erhöht ist die Rate an Querlagen bei Frühgeburten, sodass die Inzidenz hier mit drei Prozent angegeben wird. Weitere Faktoren, die eine Querlage begünstigen, sind neben Multiparität und Frühgeburt:
- Mehrlingsschwangerschaft (kleine Kinder)
- Placenta praevia
- Polyhydramnion
- fetale Fehlbildungen
- Uterusfehlbildungen
- Tumoren im kleinen Becken
- (selten ein) enges Becken

## Komplikationen, Therapie
Für die Querlage typische Komplikationen sind ein vorzeitiger Blasensprung, Nabelschnurvorfall und eine Uterusruptur durch Überdehnung.
Eine äußere Wendung des Kindes kann in der 34.–37. Schwangerschaftswoche angestrebt werden. Diese gelingt bei einem bestehenden Polyhydramnion und bei Mehrfachgebärenden am besten. Kontraindiziert ist diese bei der verschleppten Querlage mit Einkeilung des Kindes (Verkeilung der Schulter, Armvorfall). Eine innere Wendung wird nur bei Zwillingsgeburten durchgeführt, wenn nach Geburt des 1. Zwillings der 2. Zwilling in Querlage liegt.
Da das Risiko für Mutter wie Kind nach Beginn der Wehentätigkeit bzw. Blasenruptur am größten ist, wird die Indikation zum Kaiserschnitt frühzeitig gestellt.